# Tipula (Microtipula) sparsipila
Tipula (Microtipula) sparsipila is een tweevleugelige uit de familie langpootmuggen (Tipulidae). De soort komt voor in het Neotropisch gebied.